# Trigonometopus rotundicornis
Trigonometopus rotundicornis är en tvåvingeart som beskrevs av Samuel Wendell Williston  1896. Trigonometopus rotundicornis ingår i släktet Trigonometopus och familjen lövflugor. Inga underarter finns listade i Catalogue of Life.